# Iodato di calcio
Lo iodato di calcio è un sale inorganico. In natura si trova allo stato minerale anidro col nome di lautarite. Lo iodato di calcio, assieme allo ioduro di potassio e allo iodato di potassio, rappresenta la principale forma chimica nella quale lo iodio si trova presente nel cibo.